# Alma Andersson
Alma Andersson, född 19 april 1903 i Segerstad i Värmland, död 26 augusti 1989 i Karlstad, var en svensk konstnär.
Andersson var autodidakt. Hon ställde ut separat på Fataburen i Uppsala, Kristinehamns Galleri Tre Trappor, Galleri Gripen i Karlstad samt i Värmlands Folkblads konsthall. Hon medverkade i Värmlands konstförenings höstsalonger på Värmlands museum från och med 1969 och i Gripengruppens samlingsutställningar.  
Andersson är representerad vid Värmlands museum, Karlstad kommun, Uppsala kommun och Karlskoga kommun.